# Edward Kozakiewicz
Edward Kozakiewicz (ur. 27 maja 1948 w Solecznikach pod Wilnem) – polski lekkoatleta specjalizujący się w dziesięcioboju i skoku o tyczce.
Dwukrotny medalista mistrzostw Polski, reprezentant kraju. Zdobywca drużynowego Pucharu Europy w dziesięcioboju z Bonn w 1973 (pozostali członkowie reprezentacji Polski: Tadeusz Janczenko, Ryszard Katus, Ryszard Skowronek). Rekord życiowy w skoku o tyczce: stadion – 5,13 (10 sierpnia 1972, Warszawa); hala – 4,80 (1972). Najlepszy wynik w dziesięcioboju – 7633 pkt (16 czerwca 1974, Nammen). Reprezentował klub Bałtyk Gdynia.
Brat Władysława – mistrza olimpijskiego.